# Чужой голос (мультфильм)
«Чужой голос» — рисованный мультипликационный фильм, созданный режиссёром Иваном Ивановым-Вано в 1949 году.

## Сюжет
Лесные жители зачарованно с восторгом слушают пение Соловья, но концерт внезапно прерывает Сорока, только что прилетевшая из-за границы. Сорока утверждает, что искусство пения Соловья уже устарело. Она даёт свой собственный концерт и исполняет джазовую композицию, на которую изумлённые жители леса реагируют крайне отрицательно и в итоге прогоняют Сороку с глаз долой.

## Создатели
| Сценарий                                 | Дмитрия Тарасова, Михаила Калинина |
| Стихи                                    | Сергея Михалкова, Михаила Вольпина |
| Режиссёр                                 | Иван Иванов-Вано |
| Ассистент режиссёра                      | Александра Снежко-Блоцкая |
| Художники-постановщики                   | Лев Мильчин, Надежда Строганова |
| Композитор                               | Юрий Никольский |
| Оператор                                 | Николай Воинов |
| Звукооператор                            | Николай Прилуцкий |
| Технический ассистент                    | В. Свешникова |
| Художники-мультипликаторы:               | Фаина Епифанова, Татьяна Фёдорова, Александр Беляков, Надежда Привалова, Вячеслав Котёночкин, Алла Соловьёва (в титрах ошибочно О. Соловьёва), Лидия Резцова, Борис Бутаков, Иосиф Старюк, А. Седов |
| Художники-декораторы:                    | Вера Роджеро, Ирина Троянова |
| Художественный свист                     | Ефим Нейд |
| Оригинальное озвучивание (нет в титрах): | Георгий Милляр — Тетерев, Николай Литвинов — птица / рассказчик |

## Реставрация
В 2001 году мультфильм был отреставрирован и заново переозвучен компаниями ООО «Студия АС» и ООО «Детский сеанс 1». В новой версии была полностью заменена фонограмма, к переозвучиванию привлечены современные актёры, в титрах заменены данные о звукорежиссёре и актёрах озвучивания.

### Озвучивание
Владимир Конкин — рассказчик
Александр Котов
Ирина Маликова — Сорока
Борис Токарев — Ворон
Юльен Балмусов
Виталий Ованесов — Тетерев

## Критика
Александр Иванов обвинял фильм в преклонении перед Западом в своей обличительной речи против Ивана Иванова-Вано, которого критиковали в ходе кампании по борьбе с космополитами:

«Он уже давно перед Западом преклоняется. <…> в то время как я делал „Деда Ивана“, „Наш перелёт“ [имеются в виду „Таёжные друзья“], „Квартет“ — он что делал? Он „Три мушкетёра“ делал! Диснея копировал! Вы помните, помните — гусей с ихнего Дональда Дака сдирал! Он и сейчас что делает? „Чужой голос“ он делает!!!».
Тут в пылу обличения Александр Васильевич допустил прямую передержку: фильм «Чужой голос» как раз обличал «растленную западную музыку».
— Кирилл Малянтович